# Maksim Pokídov
Maksim Petróvitx Pokídov (en rus Максим Петрович Покидов) (Lípetsk, 11 de juliol de 1989) és un ciclista rus, professional del 2007 al 2015. Combina la carrereta amb el ciclisme en pista.

## Palmarès en carretera
- 2012
  - Vencedor de 2 etapes a la Friendship People North-Caucasus Stage Race
- 2013
  -  Campió de Rússia en critèrium
  - Vencedor d'una etapa als Cinc anells de Moscou
  - Vencedor d'una etapa al Tour d'Alsàcia
  - Vencedor d'una etapa a la Friendship People North-Caucasus Stage Race
- 2015
  -  Campió de Rússia en ruta per equips
  - Vencedor d'una etapa al Tour de Kuban

## Palmarès en pista
- 2006
  -  Campió d'Europa júnior en Puntuació